# Ořechov (powiat Uherské Hradiště)
Ořechov – gmina w Czechach, w powiecie Uherské Hradiště, w kraju zlińskim. Według danych z dnia 1 stycznia 2012 liczyła 733 mieszkańców.